# Pan (lune)
Pour les articles homonymes, voir Pan (homonymie).
Ne doit pas être confondu avec (4450) Pan.
Pan (S XVIII Pan) est un satellite naturel de Saturne.

## Découverte

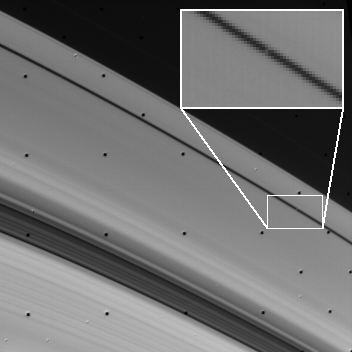
Première image de la lune saturnienne Pan, prise le 22 août 1981 par Voyager 2.

L'objet a été découvert par Mark R. Showalter dans la division d'Encke de l'anneau A de Saturne, en ré-analysant en 1990 les photographies de la sonde Voyager 2 prises lors de son survol du système saturnien en 1981,. Sa désignation temporaire fut S/1981 S 13, une désignation rétroactive indiquant que les premières observations ont été effectuées en 1981, bien que la découverte du satellite ait été annoncée le 16 juillet 1990 (certaines sources lui assignent la désignation temporaire S/1990 S 18, une désignation qui n'a en fait jamais existé). Depuis sa dénomination définitive, il porte le nom du dieu grec Pan.
L'existence d'un tel corps dans la division d'Encke a été prédite par Jeffrey N. Cuzzi et Jeffrey D. Scargle en 1985. Mark R. Showalter et son équipe en déduisirent son orbite et sa masse en 1986 en modélisant les perturbations gravitationnelles qu'un tel satellite induirait dans l'anneau. Ils aboutirent à une prédiction très précise de 133 603 ± 10 km pour le demi-grand axe et une masse de 5  à   10×10-12 masses de Saturne et conclurent qu'une seule lune était présente à l'intérieur de la division. Le demi-grand axe réel de Pan est 133 584 km et sa masse 4,95×1015 kg, soit 8×10−12 masses de Saturne.
Pan fut par la suite observé à 1° de la position prédite. Sa recherche fut entreprise en considérant toutes les photographies prises par Voyager 2 et en déterminant informatiquement si la lune pouvait être visible dans chacune d'entre elles. Toutes les photographies éligibles et possédant une résolution supérieure à 50 km/pixel firent clairement apparaître Pan. En tout, le satellite apparaît sur 11 images prises par Voyager 2.

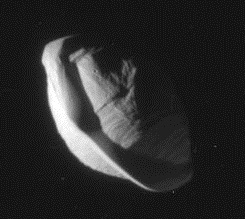
Vue rapprochée de Pan.

Le 7 mars 2017, la sonde Cassini-Huygens capture pour la première fois des images rapprochées de Pan. Les images révèlent que ce dernier possède une forme inhabituelle pour un astre, semblable à celle d'un ravioli ou d'une soucoupe volante.

## Caractéristiques physiques

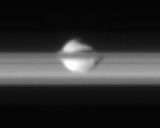
Vue de côté de Pan, par la sonde Cassini, le 29 avril 2006. Au premier plan, les anneaux de Saturne.

Pan est le deuxième satellite le plus proche de Saturne que l'on connaisse actuellement.
De forme irrégulière, son diamètre moyen, initialement estimé à 20 km, a vu sa valeur portée à 28 km à partir de diverses vues rapprochées obtenues par la sonde Cassini au cours des années 2006 à 2008.

## Orbite
Pan est un satellite berger et est probablement le corps qui maintient la division d'Encke ouverte en ratissant régulièrement cet espace. Sa petite taille n'avait pas permis son observation en 1981, mais sa présence provoque des ondulations dans les anneaux environnants sur plusieurs centaines de kilomètres en profondeur. C'est ce phénomène qui a mené à des recherches plus fines aux endroits probables de sa présence. 
Le demi-grand axe de l'orbite de Pan est égal à 133 584 km ; le satellite orbite donc au centre de la division d'Encke (large de 325 km), selon une orbite quasiment circulaire (excentricité mesurée de 0,000) et équatoriale (inclinaison de 0,0° par rapport à l'équateur de Saturne).
On connaît un autre petit satellite dans les anneaux de Saturne, Daphnis, dans la division de Keeler, une autre division de l'anneau A, située près du bord externe de celui-ci et il est possible qu'il en existe d'autres.